# 9. april (film)
9. april er en dansk drama/krigsfilm, der fik biografpremiere i Danmark den 12. marts 2015.
Filmen er instrueret af Roni Ezra, mens Tobias Lindholm har skrevet manuskriptet. Filmens samlede budget er på 22 mio. kr. og er bl.a. blevet støttet af Det Danske Filminstituts såkaldte Markedsordning, TV 2 og Haderslev Kommune. På rollelisten ses bl.a. Pilou Asbæk, Lars Mikkelsen, Ari Alexander, Martin Greis, Gustav Dyekjær Giese, Morten Hauch-Fausbøll og Jannik Lorenzen.
Filmen 9. april er baseret på en virkelig hændelse under den tyske invasion af Danmark 9. april 1940. En dansk fortrop havde på denne dato fået til opgave at bremse den tyske overmagt, indtil de danske forstærkninger kunne nå frem. Ved invasionen blev 16 danske soldater dræbt og 23 danskere, fortrinsvis soldater, blev såret. Filmen tager på denne baggrund udgangspunkt i en gruppe danske cykelsoldater, der trods kapitulationen, som de ikke havde fået underretning om, kæmpede mod overmagten i to timer.

## Handling
Natten til den 9. april 1940 alarmeres den danske hær. Tyskerne har krydset grænsen, Danmark er i krig mod Europas stærkeste hær. I Sønderjylland beordres en dansk fortrop bestående af cykel- og motorcykeldelinger ud for, imod alle odds, at bremse overmagten indtil de danske forstærkninger kan mobiliseres. I de skæbnesvangre timer følger vi sekondløjtnant Sand (Pilou Asbæk) og hans cykeldeling. De skal som de første danske soldater møde fjenden i kamp. Danskerne er udrustede med M1889 karabiner og Madsen rekylgeværer. Efter det første ildoverfald på fjenden må cykeldelingen fortrække over hals og hoved. De unge soldater er uvidende om det politiske spil i København, og som følge af det manglende kendskab til den danske kapitulation, mister mange af dem livet i en meningsløs kamp mod overmagten. 

## Medvirkende
- Lars Mikkelsen – Oberstløjtnant Hintz
- Pilou Asbæk – Sekondløjtnant Sand
- Gustav Dyekjær Giese – Menig Andersen
- Ari Alexander – Menig Justesen
- Sebastian Bull Sarning – Menig Lundgren
- Joachim Fjelstrup – Sergent Bundgaard
- Martin Greis – Løjtnant Gjermansen
- Michael Brostrup – Oberst Hartz
- Elliott Crosset Hove – Menig Jens-Otto Lassen
- Jannik Lorenzen – Menig Gram
- Morten Hauch-Fausbøll – Major Fladsaa
- Mikkel Trøst Bentzen – Menig Nørreskov
- Mathias Lundkvist – Menig Kolding
- Jesper Hagelskær Paasch – Major Jepsen
- Jan Jürgensen – Sergent Klostergaard
- Simon Sears – Kaptajn Holm
- Jan Dose – Oberleutnant Becker
- Jesper Hagelskær Paasch – Løjtnant Jepsen
- Pelle Emil Hebsgaard – Ordonnans
- Mette Munk Plum – Bondekone
- Emilia Maria Staugaard – Mælkedrengens Søster[6]

## Produktion
Filmen er instrueret af Roni Ezra, der er uddannet fra den alternative filmskole Super16 i 2008, hvor hans afgangsfilm Panser blev nomineret til en Robert i kategorien "Bedste lange fiktion". Filmens manuskript, der er skrevet af Tobias Lindholm, som også står bag Kapringen, Borgen og Jagten, er baseret på øjenvidneberetninger – samtaler og interview med de få overlevende veteraner, der den 9. april 1940 stod ansigt til ansigt med nazisterne. Klip af disse samtaler, som instruktøren har udtalt er afgørende for, at filmprojektet kunne gennemføres, vises efter filmens afslutning. Dette skaber et element af dokumentarfilmens effekter.
Krigsmuseet ”Mellem Slesvigs Grænser” i Bylderup-Bov blev i efteråret 2013 kontaktet af Nordisk Film, da de ønskede at få at vide om de var i stand til at hjælpe dem med diverse uniformsdele o.l. I marts 2014 afhentede filmselskabet bl.a. 120 danske stålhjelme, 100 beholdere til gasmasker, 50 par uld-bukser, 24 riffel-attrapper, 32 patrontasker og en kakifarvet officersfrakke. Desuden udlånte museet to gamle Nimbus motorcykler med sidevogn. Alt materiellet blev i første omgang transporteret til Budapest i Ungarn, hvor en del af filmen blev optaget.
Filmen er også blevet optaget i Haderslev, hvor gaderne omkring Møllepladsen, Sønderbro og Kloster Kirkegård var afspærret fra den 17. til 19. juni 2014. Andre optagelser fandt sted ved Jacob Michelsens Gård i Aabenraa og i Søgårdlejren.

## Modtagelse
Ifølge flere filmanmeldere er danske film om 2. verdenskrig populære – i hvert fald hvis man ser på antallet af solgte biografbilletter; Ole Christian Madsens Flammen & Citronen solgte 673.764 billetter, mens Anne-Grethe Bjarup Riis' debutfilm Hvidsten Gruppen solgte 754.824 billetter, derfor forventede Nordisk Film, at 9. april ville sælge mindst 200.000 billetter.
Mere end 43.000 publikummer så 9. april i åbningsweekenden. Den 17. marts 2015 rundede filmen 60.000 solgte biografbilletter og blev dermed placeret på en førsteplads. Per 23. april 2015 har den solgt 221.976 biografbilletter i Danmark. Filmen endte med at sælge 237.918 billetter i de danske biografer.

### Anmeldelser
De fleste anmeldelser fremhævede den filmiske kvalitet, som skabte relevans og nærvær i dette korte kapitel i dansk krigshistorie. Flere anmeldelser fremhævede, at filmen lægger vægt på at se begivenhederne fra den enkelte soldats synsvinkel. I den samlede vurdering var Politiken (4 af 5 mulige hjerter), Jyllands Posten (5 af 6 stjerner) og Berlingske Tidende (5 af 6 stjerner) mest rosende, mens Ekstra Bladet nøjedes med 3 af 6 mulige stjerner.

## Eksterne links
- Kim Skotte:Dansk krigsfilm værner flot om den voldsomme virkelighed, 12. marts 2015 Arkiveret 13. marts 2015 hos  Wayback Machine
- Anita Brask Rasmussen:Man lærer ikke en soldat at give op, Information 12. marts 2015 Arkiveret 13. marts 2015 hos  Wayback Machine
- Kim Pedersen (30. juni 2014). "Biografklub Danmark-programmet 2014-15". danske-biografer.dk. Arkiveret fra originalen 2. november 2014. Hentet 2. november 2014.
- Jan Sternkopf (19. juni 2014). "Jacob Michelsens Gård blev krigsskueplads". Ugeavisen. Arkiveret fra originalen 17. marts 2015. Hentet 2. november 2014.
- Thomas Sand (17. februar 2014). "9. april 1940 skal foreviges i storfilm". Berlingske. Arkiveret fra originalen 7. januar 2015. Hentet 2. november 2014.
- 9. april på Internet Movie Database (engelsk)
- 9. april på Filmdatabasen
- 9. april på danskefilm.dk
- 9. april på danskfilmogtv.dk
- 9. april på Scope
- 9. april på AlloCiné (fransk)
- 9. april på MovieMeter (nederlandsk)
- 9. april på The Movie Database (engelsk)
- 9. april på Rotten Tomatoes (engelsk)
- 9. april på Filmaffinity (engelsk)